# 大谷瑩潤
大谷 瑩潤（おおたに えいじゅん、1890年〈明治23年〉1月13日 - 1973年〈昭和48年〉5月23日）は、日本の僧侶、政治家。浄土真宗の僧で、真宗大谷派連枝、同派函館別院住職、同派宗務総長。院号は信正院。法名は現澤。国家公安政務次官、衆議院議員（1期）、参議院議員（2期）を歴任。従四位勲二等瑞宝章。

## 来歴
東本願寺第22世法主・大谷光瑩伯爵（現如）の十一男として生まれる。妻の喬子は旧千束藩主小笠原子爵家の出身。1910年（明治43年）に同派函館別院住職となる。1941年（昭和16年）から1945年（昭和20年）には宗務総長を務めた。1953年（昭和28年）には、真宗大谷派の他の僧侶らと「中国人俘虜殉難者慰霊実行委員会」を設立。会長として日中戦争で日本に連行され現地で没した中国側捕虜の遺骨の送還をすすめた。2000年（平成12年）5月にはこの事績を顕彰する石碑が山西省交城県の玄中寺境内に建立されている。
政治家としては、1946年（昭和21年）の第22回衆議院議員総選挙に旧愛知県第2区から出馬し当選、1期務める。1947年（昭和22年）の第23回総選挙で落選して参議院に転じ、1950年（昭和25年）6月の第2回参議院議員通常選挙に全国区で出馬し当選、2期12年務めた。1954年2月、保全経済会事件に関し衆議院行政監察特別委員会に証人喚問された。入閣の機会はなかったが、第3次鳩山一郎内閣時代に国家公安政務次官を務めた。自由党（のち自由民主党）に所属したが1960年（昭和35年）の日米安全保障条約改定に反対して離党、参議院同志会に属した。
長男の大谷演慧は瑩潤の後を継いで函館別院住職となり、第24世法主（門首）・大谷光暢の没後には門首代行を務めた。四男の大谷武は日中旅行社会長、社団法人日中友好協会顧問を務めた。

## 人物
後藤田正晴は、大谷の人柄について「まことに常識的ないい坊さんだった」と述べている。

## 著書
- 『正信偈講話』（大東出版社・1935年）
- 『新中国見聞記』（河出新書・1955年）